# كلستان سفلي
كلستان سفلي هي قرية في مقاطعة خلخال، إيران. يقدر عدد سكانها بـ 127 نسمة بحسب إحصاء 2016.